# Fender Jagstang
Die Fender Jag-Stang ist eine von Nirvana-Frontmann Kurt Cobain und Fender entworfene E-Gitarre.

## Entstehung
Kurt Cobain spielte sehr gerne Fender Mustang und Fender Jaguar Gitarren. In den 1980er/1990er Jahren waren diese günstig in amerikanischen Pawn-Shops zu bekommen. Die alternative Rockszene griff oft zu diesen Gitarren, da sie günstig waren, anders aussahen als die Telecasters und Stratocasters der etablierten Popstars und dennoch echte Fenders waren. Als man Kurt fragte, wie eine für ihn perfekte Gitarre aussehen sollte, machte er Fotos von beiden Gitarren, klebte dann die Oberseite der Jaguar auf die Unterseite der Mustang.  
Larry Brooks und Mark Wittenberg von Fender trafen sich daraufhin mit Cobain und sprachen über die genaue Umsetzung. Brooks sagt dazu:
„He (Kurt) was really easy to work with. I had a chance to sit and talk with him, then we built a prototype. He played it a while and then wrote some suggestions on the guitar and sent it back to us. The second time around, we got it right“ („Mit Kurt konnte man gut arbeiten. Ich hatte die Möglichkeit, mich mit ihm zusammenzusetzen und zu reden, dann bauten wir den Prototyp. Er spielte ihn eine Weile, dann schrieb er ein paar Vorschläge auf die Gitarre und sendete sie zurück. Beim zweiten Mal haben wir es richtig hinbekommen.“)
Der Prototyp hatte einen Fender Texas Special Single Coil am Hals und einen DiMarzio H-3 Humbucker in der Brückenposition. Zudem besaß er einen Mustang-Hals, denn dieser gefiel Cobain am besten.
Nach Cobains Wunsch wurde die Jag-Stang in zwei Farben gebaut: Sonic Blue und Fiesta Red. Cobain erhielt die blaue Variante mit einem weißen Schlagbrett und benutzte sie einige Male auf der "In Utero"-Tour.
Die rote bekam er nicht mehr zu sehen. Fender war gerade dabei, sie an ihn zu verschicken, als die Nachricht von seinem Tod eintraf.
Nach Cobains Tod schenkte seine Witwe Courtney Love den blauen Prototypen an Peter Buck von der Band R.E.M. Im Musikvideo zu "What's The Frequency, Kenneth?" kann man sehen, wie Buck sie spielt. Das rote Modell wurde 2018 für 93750 $ versteigert und befindet sich inzwischen im Fender Hauptquartier in Scottsdale, Arizona.

## Konstruktion

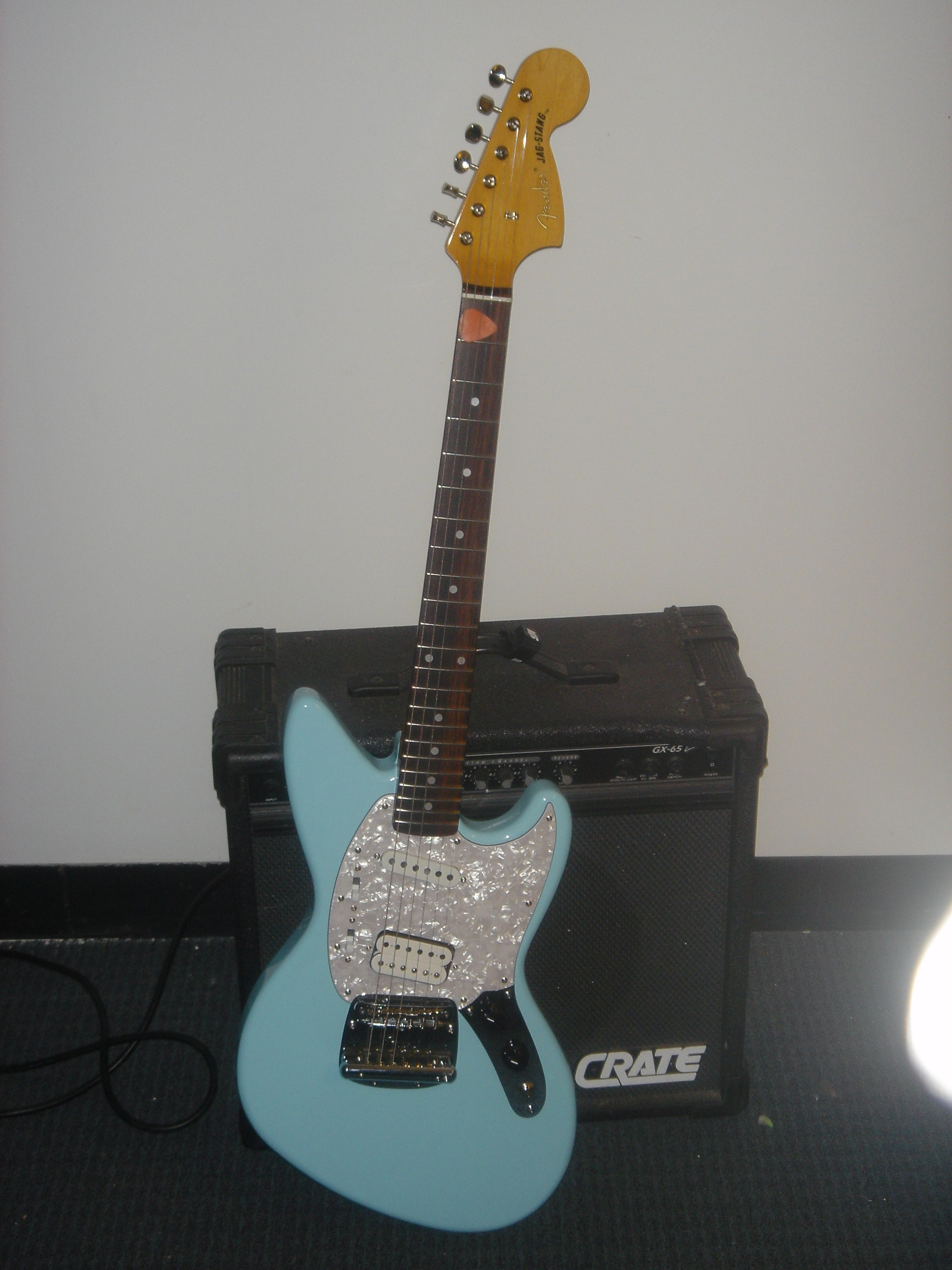
Jag-Stang Sonic Blue

Da Kurt Cobain im April 1994 starb, wurden keine weiteren Veränderungen an der Gitarre vorgenommen. Allerdings wurde sie nicht mit den oben beschriebenen Tonabnehmern ausgeliefert, sondern mit den billigeren Fender-Replikaten.
Die Gitarre besitzt einen überaus schmalen Hals (40 mm Breite am Sattel; vgl. 42,8 mm bei den meisten anderen Gitarren von Fender) mit 22 Bünden und einer Mensur von 24 Zoll. Der Korpus besteht bei den japanischen Varianten aus Lindenholz, bei der mexikanischen Wiederauflage aus Erle, der geschraubte Hals ist aus Ahorn gefertigt und hat ein Griffbrett aus Palisander mit einer Wölbung mit 7,25" Radius und Markierungen aus Perlmuttimitat. Die Einstellschraube für den Halsspannstab befindet sich am Halsende. Die Single Coil in der Halsposition und der Humbucker am Steg sind schräg auf einem Schlagbrett aus weißem Perloid montiert, das die gleiche Form wie bei der Mustang hat. Die beiden Tonabnehmer werden einzeln über Dreiweg-Schalter angesteuert und können out-of-phase geschaltet werden. Die Gitarre verfügt über eine Lautstärken- und eine Höhenblende, bei denen jeweils Potentiometer mit 250 kΩ Widerstand benutzt werden, die zusammen mit der Klinkenbuchse auf einer verchromten Platte geschraubt sind. Als Tremolo kommt das Dynamic Vibrato der Fender Mustang zum Einsatz.

## Produktionsgeschichte
Von 1995 an wurde die Jag-Stang in Japan produziert. Am 11. April 2001 ließ Fender verlauten, dass sie die Produktion der Jag-Stang einstellen würden. Im Sommer 2003 erklärte Fender auf der NAMM Show, dass die Jag-Stang wieder aufgelegt wird und bei Fender-Händlern bestellt werden kann. Im Januar 2005 wurde auch die Reissue-Reihe eingestellt.
Im Fender Hollywood Office in Los Angeles hängt seit 2016 eine Jag-Stang in weiß, welche es so nicht zu kaufen gibt und somit ein Unikat darstellt.
Ryan Jarman, Gitarrist der britischen Indierock-Band The Cribs ließ sich für seine eigene Signature-Gitarre von der Jag-Stang, die er in seiner Jugend besaß, inspirieren und taufte sie "Mus-Uar". Diese wurde 2016 von der Fender-Tochter Squier als Squier Ryan Jarman Signature Guitar vermarktet.
Im Oktober 2021 brachte Fender anlässlich des 30-jährigen Jubiläums des Albums Nevermind eine weitere Reissue der Jag-Stang auf den Markt. Diese wird jedoch anders als die vorherigen Modelle nicht in Japan, sondern in Mexiko produziert und ist erstmalig auch für Linkshänder erhältlich. Bis auf das verwendete Holz für den Korpus (Erle statt Linde) und eine mit dem Fender-F gravierte Halsplatte soll die mexikanische Version nicht von den japanischen abweichen.

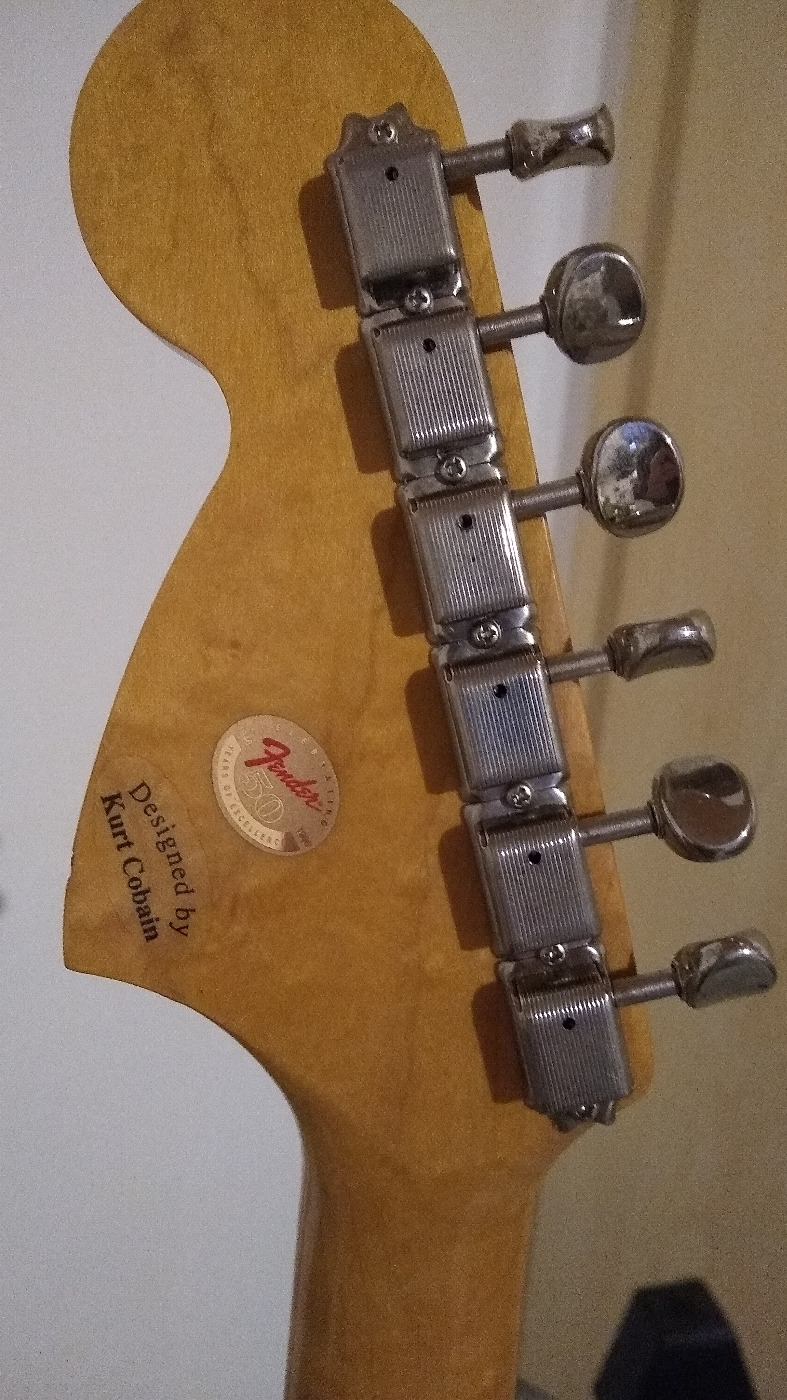
Kopfplatte einer Fender Jag-Stang von 1996

Die erste Auflage der Jag-Stang unterscheidet sich so gut wie gar nicht von der Reissue. Ein kleiner Aufkleber hinten am Kopf mit der Aufschrift »Designed by Kurt Cobain« hilft bei der Unterscheidung. 1996er Jag-Stangs haben noch einen 50 Jahre Jubiläums-Aufkleber von Fender. Am Halsende steht bei der ersten Auflage »Made in Japan«, bei der ersten Wiederauflage jedoch »Crafted in Japan«, bei der zweiten findet man »Made in Mexico« auf der Rückseite der Kopfplatte. Zur Altersbestimmung kann die Seriennummer zu Rate gezogen werden.